# Velgørenhedsorganisation
En velgørenhedsorganisation er en organisation, som står for forskellige former for velgørenhed, for eksempel nødhjælp, katastrofehjælp, fødevare- og udviklingsprojekter. De findes i mange størrelser fra små lokale initiativer til verdensomfattende organisationer. Eksempler er Lions Club og Julemærkefonden.
Formålet med en velgørenhedsorganisation skal være altruistisk, altså at give uden at få igen, derfor skal organisationen skal være non-profit og må ikke have ejere eller aktionærer, der drager fordel af den.